# Ja, diese Biene, die ich meine, die heißt Monty
Ja, diese Biene, die ich meine, die heißt Monty (Originaltitel The Burns and the Bees dt. Der Burns und die Bienen) ist die 428. Folge der US-amerikanischen Zeichentrickserie Die Simpsons beziehungsweise die achte der Staffel 20. Zum ersten Mal wurde die Episode am 7. Dezember 2008 vom amerikanischen Fernsehsender FOX ausgestrahlt, in Deutschland hatte die Episode am 3. November 2009 Premiere.

## Handlung
Mr. Burns besucht das alljährliche Milliardärscamp, während in der Grundschule von Springfield der normale Alltag abläuft. Bart Simpson schleudert einen Bienenstock auf nichtsahnende Mädchen; zum Erstaunen aller sind die Bienen jedoch tot. Dabei wird seine Schwester Lisa Simpson auf das Sterben der Bienen aufmerksam.
Burns gewinnt währenddessen im Camp durch ein Pokerspiel das Profibasketballteam Austin Celtics. Lisa macht ihren Vater Homer Simpson auf das Bienensterben aufmerksam und kann ihn davon überzeugen, dass die Sache wichtig ist. Sie gehen zu Professor Frink, der ebenfalls versucht, die Bienen vor dem Aussterben zu retten. Es kommt dazu, dass Lisa einen Bart aus Bienen trägt, was ihren Eltern jedoch missfällt.
Als Burns zum ersten Mal ein Spiel seines Teams besucht, wird er auf Mark Cuban aufmerksam, ein Milliardär, dem die gegnerische Mannschaft gehört. Wegen seiner Schrägheit wird er von seinem Team und dessen Fans geliebt. Als sie zusammentreffen, erzählt er Burns, dass er das Team zum Spaß und nicht als Investition besitze. Derzeit einigt sich Lisa mit ihrer Mutter Marge Simpson, die Bienen in einen verkommenen Gewächshaus auszuwildern, da sie im Haus der Familie Simpson zur Last gefallen waren.
Um beliebt zu sein, bemüht sich Burns, Cuban nachzumachen. Er versucht, vor einem Spiel seiner Mannschaft das Aufwärmtraining zu machen und tauft die Austin Celtics in Springfield Excitements um. Burns erreicht jedoch das Gegenteil und macht sich unbeliebt. Um sein Ziel doch noch zu erreichen, plant Burns, ein neues Stadion zu bauen. Am geplanten Standort steht jedoch das Gewächshaus mit Lisas Bienen.
Schließlich kommt es zum Bürgerbegehren darüber, ob das Stadion gebaut und das Gewächshaus abgerissen werden soll. Obwohl Lisa überzeugend argumentiert, erlangt Burns die absolute Mehrheit, weil er verspricht, nach dem Bau den Basketballstar Marc Moore zu verpflichten. Die wütende Lisa sammelt ihre Bienen daraufhin wieder ein und geht mit ihnen und ihrem Vater in Moes Taverne. Der Wirt Moe hat die Idee, Lisas Bienenvolk mit anderen Bienen zu kreuzen, damit sie stark genug werden, sich selbst zu verteidigen.
Die neue Bienengeneration besetzt das eben fertig gewordene Stadion, da es für sie wie ein riesiger Bienenstock aussieht. Dort hält Burns gerade die Eröffnungsansprache, als die eindringenden Bienen die Menschen aus dem Stadion verjagen. Wenige Tage später kommen Lisa und Homer in das Stadion und stellen fest, dass die Bienen das Gebiet nun vollständig zurückerobert haben.
Ein Jahr später erzählt Burns die Geschichte im Milliardärscamp den anderen Reichen. Dabei bemerken sie, dass er durch den dabei erlittenen Verlust lediglich etwa 996 Millionen Dollar besitzt und somit nur noch ein Millionär ist. Daher wird er in das Camp der Millionäre gesteckt. Zu seinem Entsetzen muss er feststellen, das die Millionäre keine Profisportteams, sondern nur Amateurmannschaften besitzen.

## Hintergründe
Die Eröffnungssequenz der Episode wurde bereits für Kill Gil – Vol. 1 & 2 verwendet. neben Mark Cuban traten auch Jeff Bezos und Marv Albert als Gaststars auf. Der Originaltitel, The Burns and the Bees, ist eine Anspielung auf the birds and the bees, die etwa den deutschen Bienen und Blumen entsprechen. Da das Wortspiel auf Deutsch nicht funktioniert, wurde mit dem Titel Ja, diese Biene, die ich meine, die heißt Monty das Titellied von Biene Maja parodiert. Zudem werden unter anderem Anspielungen auf WALL·E – Der Letzte räumt die Erde auf und Harry Potter gemacht.

## Rezeption
Robert Canning von IGN gab der Episode sieben von zehn möglichen Punkten. Steve Heisler vom A.V. Club vergab der Episode ein B (entspricht der Schulnote gut), für ihn sei die Episode zwar „okay“, aber „langweilig“. Die Episode wurde 2009 für den Emmy in der Kategorie Voice-Over Performance nominiert.